# Иваницкий-Василенко, Александр Алексеевич
Александр Алексеевич Иваницкий-Василенко (9 декабря 1884—26 августа 1937) — журналист, кооператор, эсер, делегат Всероссийского учредительного собрания.

## Биография
Дворянского происхождения,  род ведёт начало от Саввы Иваницкого-Василенко, бывшего прилуцким сотником в 1675 году. По национальности украинец. Родился в семье земского служащего в Новом Осколе Курской губернии. Учился в Харьковской гимназии, в 1902 году покинул её, окончив неполных 6 классов. Работал журналистом и кооператором. В 1904 году вступил в партию эсеров, член её боевой организации. В 1904 участвовал в покушении на полицмейстера, смог бежать из Харьковской тюрьмы. В 1907 году арестован в Финляндии по делу Боевой организации партии социалистов-революционеров. 8 лет провёл  царских тюрьмах, сослан  в Иркутскую губернию на Ангару, откуда бежал в 1915 году. Жил на нелегальном положении жил в Новониколаевске и Ялуторовске, служил в кооперации. 
В первых числах марта 1917 года избран председателем Временного исполнительного комитета и Ялуторовским уездным комиссаром. В Ялуторовске весной 1917-го уездному комиссару Иваницкому-Василенке противостоял  Совет рабочих и солдатских депутатов под руководством политического ссыльного, рабочего С. П. Гроховского. На посту уездного комиссара Иваницкого-Василенко сменил[когда?]

 Колунин. В марте 1917 года Иваницкий-Василенко подписывает в печать как редактор первый номер ялуторовской газеты «Народная воля», периодичность газеты составляла три раза в неделю. Вскоре Иваницкого-Василенко сменил на посту редактора И. С. Коркин.
25 мая -4 июня 1917-го участвовал в III съезде партии эсеров в Москве. Занимал оборонческую позицию. По его мнению вопрос проливов – это вопрос, конечно же, империализма, но не экономического империализма, а культурного, так как  России нужен выход к источнику мировой культуры, к Средиземному морю. 26 ноября - 5 декабря 1917 участник 4-го съезда ПСР в Петрограде. Избран[когда?]

 членом ЦК ПСР.
В ноябре 1917 года был избран делегатом Всероссийского Учредительного собрания по Тобольскому округу (по списку № 6 — эсеры и съезд крестьянских депутатов).  5 января 1918 года он стал участником единственного заседания Учредительного собрания, завершившегося разгоном делегатов большевиками. 
Историк О. А. Помозов включил Иваницкого-Василенко в список членов Сибирской областной Думы, однако его имя отсутствует в списке Г. К. Гинса 1921 года.
В 1919 году избран членом Сибирского краевого комитета партии эсеров, работал в томской и иркутской кооперациях. Член руководства Политцентра. В Политцентре вместе с эсером В. М. Коноговым представлял Крестьянский союз, по другим сведениям они были введены в Политцентр от ЦК «Объединений трудового крестьянства Сибири».
В конце 1919 года участвовал в организации Иркутского восстания против Колчака. Как член Политцентра подписал несколько ключевых документов "Сообщение" от 5 января 1920 года о взятии власти в Иркутске и "Манифест политического центра" от 5 января 1920 года "Волею восставшего народа и армии власть диктатора Колчака и его правительства, ведших войну с народом, низвергнута".

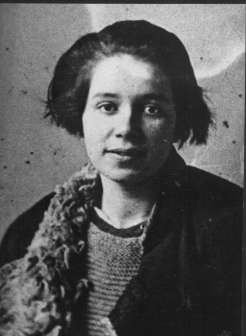
Мина Свирская, 1921, внутренняя тюрьма ГПУ.

С мая 1920 года в Москве, служил сотрудником Историко-революционного архива. С октября 1920 г. - управляющий делами и заведующий научно-информационным отделением Главного управления сельскохозяйственной кооперации при Наркомземе. 
2 марта 1921 года арестован ЧК.  Эсерка М. Л. Свирская вспоминала:

Машина <...> останавливается у здания МЧК. Спускаемся в подвал, и я попадаю в комнату, где уже много вновь арестованных. Среди них вижу Иваницкого-Василенко, знакомого мне еще по Сибири. <...> Настроение мое быстро омрачается. Рассказав, как я уничтожила листочки под самым носом у Браудэ, узнаю от Иваницкого, что у него листовку взяли с этим пунктом.
Иваницкий-Василенко «на допросе <...> заявил, что оставаясь членом ПСР он с 1919 в партии не работал, так как сильно болен (туберкулезом) <...>». 2 июля 1921 года он освобождён  со взятием на учёт после того, как представлено врачебное свидетельство о болезни, а Наркомзем обратился с ходатайством о его освобождении как незаменимого работника. 
По результатм наблюдения: «<...> было выяснено, что Иваницкий по выходе из тюрьмы начал активную работу в партии, и по агентурным данным, сразу же вошел в ЦОБ ПСР». И ровно через месяц после освобождения, 2 августа, он вновь арестован в результате засады на квартире эсера П. В. Злобина. Находился в Бутырской тюрьме. 24 февраля 1922 года Президиум ГПУ Иваницкому, как и другим арестованным эсерам, предъявил обвинение в антисоветской деятельности в связи с организацией процесса над Партией социалистов-революционеров. С февраля 1922 содержался во Внутренней тюрьме ГПУ, 2 октября избит там, в ответ объявил голодовку. 18 ноября 1922 года осуждён на 3 года лагерей. Этапирован в Пертоминский лагерь, оттуда в феврале 1923 года переведён на Соловки. Там до осени 1924 г. был старостой эсеров Савватьевского скита. В 1925 года переведен в Суздальский, а оттуда в Тобольский политизолятор. С февраля 1926 в ссылке в Сургуте. В 1926 снова арестован, этапирован в Бутырскую тюрьму. 
6 сентября 1930 года при обыске в Ташкенте у бывшего эсера И. А. Плеханова ОГПУ обнаружило документ, содержащий краткое изложение оценки положения СССР, перспектив дальнейшего развития и взглядов на партийную эсэровскую работу членов ЦК ПСР за подписями Е. М. Ратнер, Н. Н. Иванова, А. П. Стружинского, Ф. Д. Сорокина-Ковалёва  и  А. А. Иваницкого-Василенко. Эта находка показывает, что Иваницкий-Василенко участвовал в разработке так называемой Ташкентской платформы ПСР 1930 года..
Обнаруженные заготовки к "Ташкентской платформе" дают возможность показать политические взгляды Иваницкого-Василенко того периода. Он считал, что социальной базой большевизма являлась бюрократия, а страна находится «накануне хозяйственного краха», за которым последуют «возможные концы: антоновщина, дворцовый переворот, война, конец, контрреволюция», в результате чего возможны «политическая реакция, погромы». Но, по его мнению не стоит боятся реакции, так как  «Нет того строя, который хуже большевизма, поэтому ничего не страшно; ... Реакция пройдет». Он писал: «Я в развитие капитализма не верю», «на пути коллективизации нам предстоит завоевывать доверие» (то есть считал целесообразным сохранение крестьянских коллективных хозяйств), предполагал, что возможна: «Децентрализация хозяйства, соревнование обобществленного и частного сектора;... Оптимизм в возможности привлечения частного капитала из заграницы». По сообщениям агента ОГПУ Иваницкий, выступая перед эсерами Оранским, Терехиным, Смагиным, Андреевым, Сорокиным-Ковалевым, сказал: «В России сейчас налицо переломный момент, за которым в ближайшее время должен последовать переворот; уничтожение советской власти. Выступление Керенского за границей вполне своевременно, т.к. в России в настоящее время такой разгул реакции, какого не было при царизме. <...> <Но> пока вести широкую организационную работу несвоевременно. Есть люди, которые следят за ходом событий и момента благоприятного не упустят». А также: «Иностранные государства помогут занять отдельные пограничные территории, в них будет произведена мобилизация и это будет основанием для той армии, которая при поддержке крестьянских восстаний свергнет советскую власть. Период морального воздействия на советскую власть прошел, настал период, когда нужно бороться только свинцом».
23 декабря 1930 года по делу "Реставрация" (о Ташкентской платформе ПСР) Особым Совещанием при Коллегии ОГПУ в числе 47 эсеров, получивших различные сроки тюремного заключения, лагерей и ссылки, Иваницкий-Василенко приговорён к 3 годам в "местах лишения свободы, подведомственных ОГПУ".
В феврале-марте 1932 года в Челябинском политизоляторе. Жил в ссылке в городе Таре Омской области. Работал экономистом в колхозе. 2 сентября 1936 года арестован. 25 декабря 1936 года приговорён Особым совещанием при НКВД СССР приговорён по статье 58-10 (антисоветская организация) УК РСФСР к 5 годам заключения. Находился в Омской тюрьме. 13 августа 1937 года вновь "арестован" в месте заключения. Через 10 дней, 23 августа 1937 года,  тройкой при УНКВД по Омской области по 58-й статье пунктам 10 и 11 приговорён к расстрелу. 26 августа 1937 года приговор произведён в исполнение в г. Омске.
По делу 1936 года реабилитирован 1 июня 1989 года прокуратурой Омской области и по делу 1937 года 23 мая 1962 года президиумом Омского областного суда.

## Семья
- Первая жена — Александра Ипполитовна Щесневская[24] (1894 – 8 марта 1930), эсерка. Арестована в январе 1924 г., приговорена к 3 годам ИТЛ, срок отбывала  на Соловках. После освобождения сослана в Чимкент. Умерла в ссылке[25].
- Вторая жена — И. И. Иваницкая[24]

## Комментарии
1. ↑  По другим сведениям окончил  Харьковскую гимназию в 1901 году[4].
2. ↑  Возможно речь идёт о Колунине Александре Ивановиче, родившемся в Тобольской губернии, чиновнике военного времени. Воевал в белых войсках Восточного фронта. Взят в плен. В конце 1921 на особом учете в Новониколаевском ГВК[7]
3. ↑  По сведениям О. А. Помозова список Гинса составлен только по материалам  августовской сессии Сибирской областной думы, хотя её  заседания  проходили также и в январе, и в сентябре, и в ноябре 1918 года. О. А. Помозов резонно пологает, что именно по этой причине список Гинса неполный. Но фамилию Иваницкого-Василенко в обновленном списке сопровождает такая ремарка Помозова "член Учредительного собрания от Сибири. Однако в списке Гинса его почему-то нет"[10], то есть даты конкретных заседаний СОД, в которых участвовал Иваницкий не приведены.
4. ↑  Как пишет выше М. Л. Свирская "Один из пунктов листовки был напечатан отдельно и не подлежал широкому распространению". Он был основан на перехваченной эсерами через доверенных людей на телеграфе правительственной телеграмме с распоряжением о прекращении снабжения хлебом Тамбовской губернии в связи с начинавшимся там крестьянским восстанием[17]
5. ↑  По другим сведениям в Архангельский лагерь[16]